# Paolo Arese
Paolo Arese (né à Crémone en 1574 – mort à Tortone le 14 juin 1644) est un évêque et écrivain italien.

## Biographie
Né à Crémone vers l’an 1574, lorsque son père venait d’y être nommé podestat. Son prénom de naissance est César, il ne prend celui de Paul lorsqu'il entre chez les clercs réguliers ou théatins, à l’âge de seize ans, après avoir perdu son père. Il se révèle très bon étudiant, doué de plus d'une très bonne capacité de mémorisation. Il enseigne à son tour la philosophie et la théologie. Choisi pour confesseur à Turin par Isabelle de Savoie, future duchesse de Modène, il est nommé à l’évêché de Tortone, où il reste jusqu'à sa mort  le 14 juin 1644.

## Œuvres
On a de lui, en latin :
- In libros Aristotelis de Generatione et Corruptione, Milan, 1617, in-4° ;
- De aquæ Transmutatione in sacrificio Missæ, Tortone, 1622, in-8°, et avec beaucoup d’additions, Anvers, 1628, in-8° ;
- De Cantici Canticorum sensu velitatio bina, Milan, 1640, in-4° ;
- Velitationes sex in Apocalypsim, Milan, 1647, in-fol., ouvrage mis au jour après sa mort par le P. Paolo Sfondrati, qui y joignit une vie de l’auteur ;

en italien :
- Arte di predicar bene, Venise, 1611, in-4° ; le même, augmenté par l’auteur, Milan, 1622, et réimprimé plusieurs fois. C’est le recueil des leçons qu’il donnait pendant l’été aux jeunes gens qui suivaient ses cours de philosophie et de théologie, et ce fut le premier ouvrage qu’il mit au jour.
- Imprese sacre con triplicati discorsi illustrate ed arrichite, ouvrage publié d’abord, à peu près sous le même titre, Vérone, 1613 et 1615, in-4°, mais tellement augmenté ensuite par l’auteur, qu’il reparut en 7 vol. in-4°, les 2 premiers à Milan, 1621 et 1625, les 5 suivants à Tortone, 1630, le 6e, ibid., 1654, et le 7e, ibid., 1655. Il ajouta à son 1er volume une réponse à ses critiques, sous le titre de la Penna raffilata, Milan, 1626, in-fol. ; et après la publication du 7e volume, un 8e tout entier, intitulé : la Ritroguardia (l’Arrière-garde) in difesa di se stesso, con un trattato dell’arte e scienza impresistica, etc., Gênes, 1640, in-4°.
- Della tribolatione e suoi rimedi, Tortone, 1624, 2 vol. in-4°, Venise, 1627, et réimprimé plusieurs fois depuis.
- Panegirici fatti in diverse occasioni, Milan, sans date ; mais l’épitre dédicatoire, de Mognana, est datée de 1644, in-8°, réimprimé, ibid., 1659, in-4° ; ce recueil contient dix-sept panégyriques ; ils sont tous en italien. Les sermons latins d’Arese sont un rêve bibliographique : au 17e siècle, on ne prêchait plus dans toute l’Italie qu’en italien.

## Sources
- « Paolo Arese », dans Louis-Gabriel Michaud, Biographie universelle ancienne et moderne : histoire par ordre alphabétique de la vie publique et privée de tous les hommes avec la collaboration de plus de 300 savants et littérateurs français ou étrangers, 2e édition, 1843-1865 [détail de l’édition]